# Nahirne, Dubno
Nahirne (în ucraineană Нагірне) este un sat în comuna Ozereanî din raionul Dubno, regiunea Rivne, Ucraina.

## Demografie
Componența lingvistică a localității Nahirne
     Ucraineană (98,21%)
     Rusă (1,79%)
Conform recensământului din 2001, majoritatea populației localității Nahirne era vorbitoare de ucraineană (98,21%), existând în minoritate și vorbitori de rusă (1,79%).